# Susana Agüero
Susana Teresa Agüero (Buenos Aires, 4 de agosto de 1944- Buenos Aires, 25 de marzo de 2012), fue una bailarina clásica y contemporánea argentina.

## Trayectoria
De familia de músicos, se formó como bailarina clásica desde los ocho años de edad en el Instituto Superior de Arte del Teatro Colón con Michel Borowsky y María Ruanova, entre otros. Integró las filas del ballet del teatro desde los diecisiete años donde luego actuó como solista desde 1963 (Agon con Violeta Janeiro, José Neglia y Esmeralda Agoglia), siendo invitada por el Ballet Nacional de Chile en calidad de etoile y en el Teatro Argentino de La Plata. 
En 1967 marchó a Europa donde se afianzó como bailarina de danza contemporánea con estricta formación clásica, desarrolló su tarea principalmente como estrella en el Ballet de Lyon bajo las órdenes del coreógrafo Vittorio Biagi - exbailarín de Maurice Béjart -que creó coreografías especialmente para ella.
Aquejada por un problema ocular - incipiente desprendimiento de retina - regresó a Buenos Aires luego de seis años de residencia europea y al Teatro Colón donde actuó hasta la década del 80 en ballets clásicos- fue Odette en El lago de los cisnes, reemplazó a Maya Plisétskaya en 1978; El Hada Lila, en La bella durmiente del bosque, Suite en blanc de Laló- Serge Lifar y Mirtha en Giselle - y contemporáneos de Oscar Aráiz, Ana Itelman, Vittorio Biagi del que estrenó en Buenos Aires, Pulsaciones y la Séptima Sinfonía en 1975.
Al retirarse del ballet clásico en 1980, actuó como protagonista en comedia musical - A Chorus Line - y como actriz en el filme Ritmo, amor y primavera (1981), en la obra teatral Mina que fue (2005) cuya coreografía estaba a cargo de Luis Agüero, y en televisión desarrollándose como bailarina en el programa de TV La botica del tango; conducido por Bergara Leumann.
Hermana del bailarín y coreógrafo Luis Agüero, con quien formó una recordada pareja en dúos modernos

## Filmografía
- Ritmo, amor y primavera (1981)